# الدوري الهولندي الدرجة الثانية 1965–66
الدوري الهولندي الدرجة الثانية 1965–66 (بالهولندية: Tweede divisie 1965/66)‏ هو موسم من الدوري الهولندي الدرجة الثانية. فاز فيه فيتيسه آرنهم.